# 安川雄一郎
安川 雄一郎（やすかわ ゆういちろう、1967年 - 2023年）は、日本の生物学者。爬虫類、特にカメ類の系統分類、進化、外来種問題、飼育下繁殖などを専門とする。
東京都出身。駒場東邦高等学校を経て、京都大学理学部を卒業後、同大学院理学研究科博士課程（動物学専攻）を修了した。京都にいた頃は魚類の研究を専攻していたが、大学卒業後の進路で悩んでいたところに千石正一から爬虫類の研究を勧められ、卒業研究からカメの研究に変更した。その後、京都から沖縄に移り、琉球大学にて院生としてカメの研究に携わる。1997年、「ヤマガメ亜科の系統分類学的研究」により、京都大学から博士（理学）の学位を取得した。
2004年の特定外来生物による生態系等に係る被害の防止に関する法（外来生物法）の制定に際しては、中央環境審議会野生生物部会移入種対策小委員会に参加した。これに関連し、2005年には、外来種の淡水性カメ類が日本に定着する可能性を主張している。
長く沖縄に居住し、琉球大学非常勤講師や、高田榮一が創設した高田爬虫類研究所の沖縄分室非常勤研究員を務める。2000年以降は、爬虫・両生類情報誌『クリーパー』の創刊号からカメの記事を寄稿しており、メインライターと編集委員を兼任している。
カメの研究者としての肩書き以外に、ヒョウモントカゲモドキとボールパイソンのブリーダーという顔も持っている。動物取扱業の屋号はヤマガメ属の学名に由来する「GEOEMYDA」で、ダイオライトという名称のヒョウモントカゲモドキの品種（モルフ）を作出した。そのほかに、トウガラシの栽培も行っている。